# Armenbos
Het Armenbos is een natuurgebied nabij de tot de Vlaams-Brabantse gemeente Kapelle-op-den-Bos behorende plaats Nieuwenrode.
Het 1 ha grote bos wordt beheerd door Natuurpunt.
Het bos moest worden gesaneerd, waarbij niet-inheemse struiken en een deel van de naaldhoutaanplant werden verwijderd om te vervangen door een meer afwisselend geheel, waarbij ook tal van inheemse struiken en bomen werden aangeplant.